# Juan do Homedes y Coscon

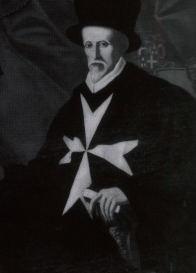
Juan do Homedes y Coscon

Fra Juan do Homedes y Coscon (também conhecido como Jean de Homedes) foi um cavaleiro espanhol e membro da Ordem dos Hospitalários (Ordem de São João de Jerusalém). De 1536 até 1553, foi Grão-Mestre da Ordem. Durante o seu reinado na Ordem consolidou sua posição em Malta pela construção de novas fortificações em antecipações de ataques de Otomanos e corsários Bárbaros.